# Бадруддин ибн Джамаа
Абу ‘Абдулла́х Бадруддин Муха́ммад ибн Ибрахи́м аль-Кина́ни аль-Хамави, более известный как Бадруддин ибн Джама‘а (араб. بدر الدين ابن جماعة‎; 1241, Хама — 1333, Каир, Мамлюкский султанат) — исламский богослов, правовед шафиитского мазхаба, ашарит. Судья (кади) Иерусалима, Египта и Леванта (Шама). В своих политических сочинениях он высказался в пользу слияния понятий Халифата и Султаната.

## Биография
Его полное имя: Абу ‘Абдуллах Мухаммад ибн Ибрахим ибн Са‘дуллах ибн Джама‘а ибн ‘Али ибн Джама‘а ибн Хазм ибн Сахр аль-Кинани аль-Хамави аш-Шафи‘и. Мухаммад ибн Джамаа родился в 1241 в городе Хама в Сирии. Его род происходил из племени Кинаната аль-Аднанийя. Член знаменитого клана Бану Джамаа. Вырос в арабской семье известной знаниями и праведностью. Его отец и братья были мухаддисами, учёными и богобоязненными людьми. У него был сын, который стал известным ученым — Иззуддин ибн Джама‘а.
В поисках знаний Бадруддин ибн Джамаа посетил Дамаск, Иерусалим, Каир, Александрию, Кус. Он изучал фикх, усуль аль-фикх, тафсир, грамматику и другие исламские науки. Первую иджазу он получил в 7 лет.
Бадруддин ибн Джамаа был судьёй (кадием) в Иерусалиме (с 1288 г.), Египте (с 1291 г.) и Леванте (с 1293 по 1303 г.). В этот период шафиитский мазхаб был признан на государственном уровне. Он проповедовал в иерусалимской мечети аль-Акса, в каирском «аль-Азхаре» и дамаскской мечети Омейядов. Бадруддин ибн Джамаа преподавал различные исламские науки и обучал в десятках медресе Леванта (Шама) и Египта.
Бадруддин ибн Джамаа умер в 1333 году в возрасте 92 лет.

## Ученики и учителя
Среди его учителей были такие известные богословы как:
- Ибрахим ибн Садуллах ибн Джамаа (отец)
- Исмаил ибн Аззун аль-Ансари
- Ар-Рашид аль-Аттар,
- Мухйиддин ан-Навави,
- Аль-Вани ибн Абу аль-Яср и др[2].

Среди его учеников были такие известные богословы как:
- Иззуддин ибн Джамаа (сын)[9]
- Шамсуддин аз-Захаби[10]
- Ибн Касир
- Таджуддин ас-Субки
- Абу Хайян аль-Гарнати аль-Андалуси[11]
- Ибн Каййим аль-Джаузия[12] и др.

## Труды
Из его многочисленных работ самым известным является изложение правил, регулирующих (политическую) организацию мусульманской общины. Его работы является важным образцом высокоразвитого жанра сочинений средневековых мусульманских правоведов, объединивших области права и политической теории.
- Тахрир аль-ахкам фи тадбир аль-ислам (араб. تحرير الأحكام في تدبير أهل الإسلام‎ — «Сводные правила по управлению исламской нацией») — в этом труде нём Ибн Джамаа представляет тезис о том, что важнейшей задачей управления является обеспечение мира и порядка. Он призывает размыть различие между халифом и султаном и прийти к выполнению султаном прежних обязанностей халифа. С этой работе Ибн Джамаа заложил теоретическую основу для формирующегося Мамлюкского султаната[13].
- Тазкират ас-сами ва аль-мутакалим фи адаб аль-алим ва аль-мутаалим (араб. تذكرة السامع و المتكلم فى ادب العالم و المتعلم‎)
- аль-Манхал ар-рави фи мухтасар Улум аль-Хадис ан-Набави (араб. المنهل الروي في مختصر علوم الحديث النبوي‎)
- Мушйахат Кади аль-Куда Шайх аль-Ислам Бадр ад-Дин Аби Абд Аллах Мухаммад ибн Ибрахим ибн Джамаа аль-мутаваффа санат 733 х.